# Aliseda
Aliseda est une commune de la province de Cáceres dans la communauté autonome d'Estrémadure en Espagne.

## Administration

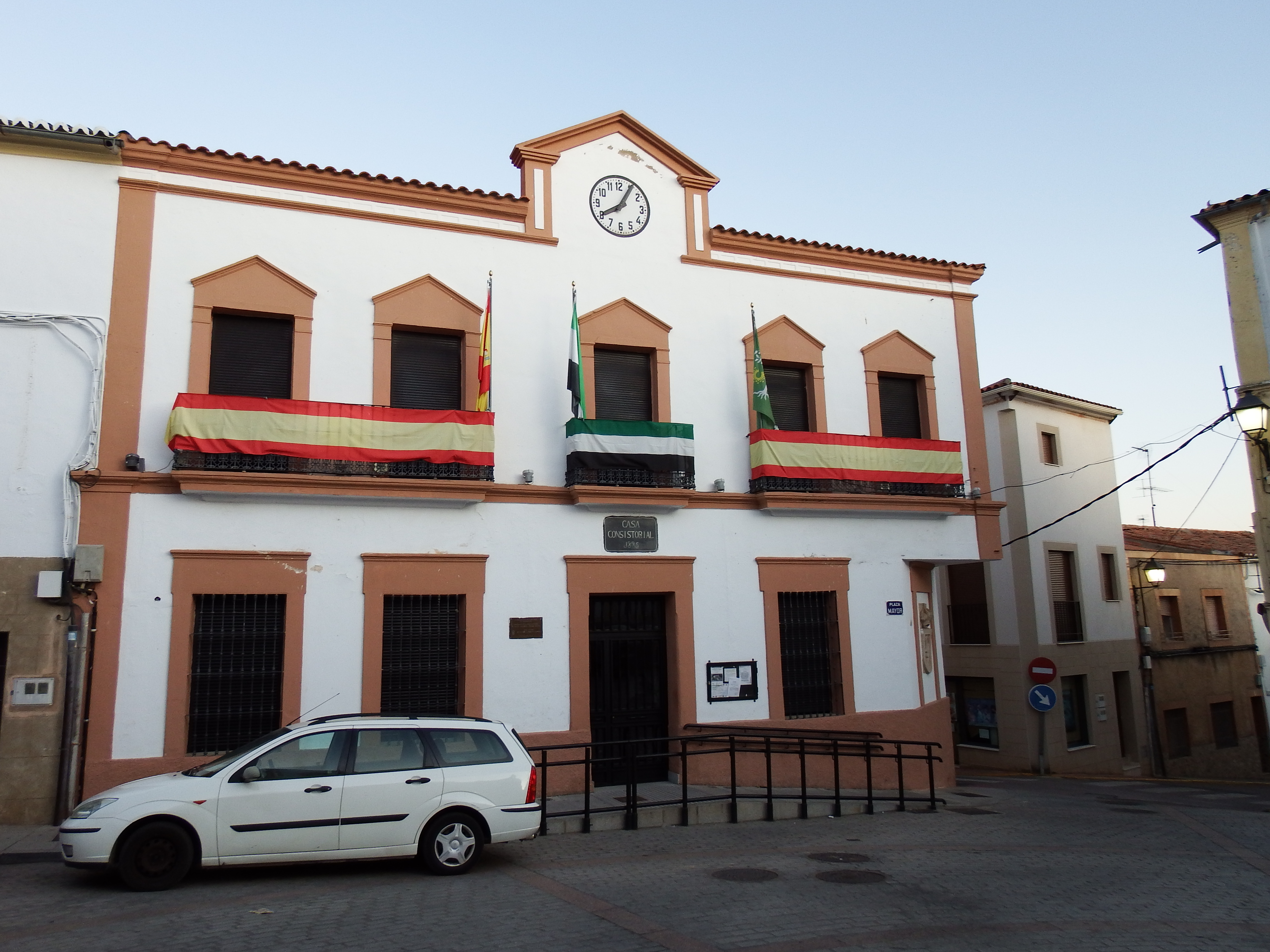
La mairie.